# 聚馆古贡枣园
聚馆古贡枣园位于河北省黄骅市齐家务乡聚馆村，面积66.6万平方米，是明朝和清朝两代为帝王提供贡枣的枣园。2006年5月，该枣园被中华人民共和国国务院核定为第六批全国重点文物保护单位。